# Невролог
Невро́лог (до 1980-х годов — невропато́лог) — врач, получивший высшее медицинское образование и прошедший специализацию по специальности «неврология». Невролог занимается диагностикой и лечением болезней, связанных с нервной системой. Это заболевания центральной (головной и спинной мозг) и периферической нервной системы (нервные волокна). Например: опухоли головного и спинного мозга, невриты, невралгии, инсульты и другие нарушения кровообращения головного мозга, энцефалиты, приступы эпилепсии. Многие из этих заболеваний сопровождаются изменением поведения и психического функционирования, тогда к лечению таких пациентов привлекаются психиатры и иногда психотерапевты.

## История термина
В Советском Союзе до 1980-х годов эта специальность называлась «невропатолог»; название «невропатолог» в настоящее время, хотя и является ошибочным, но иногда употребляется в печатных изданиях. Официальная номенклатура медицинских специальностей включает только специальность «невролог».
За рубежом невропатологом (англ. neuropatologist) называется специалист по патоморфологии нервной системы (российское название — нейрогистолог), а зарубежный термин «невропатология» (англ. neuropathology) ссылается на специальность, являющуюся подразделением анатомической патологии, неврологии и нейрохирургии.

## Образование
Для получения специальности врача-невролога необходимо окончить лечебный или педиатрический факультет высшего медицинского учебного заведения. Далее будущий врач-невролог проходит двухгодичное обучение в ординатуре, по окончании которой получает свидетельство и сертификат о соответствующей специальности, необходимый для дальнейшего трудоустройства.

## Неврологические нарушения
Неврологические нарушения — это болезни центральной и периферической нервной системы, иными словами, болезни головного мозга, спинного мозга, черепных нервов, периферических нервов, нервных корешков, вегетативной нервной системы, нервно-мышечных узлов и мышц.